# 交響曲第10番 (マーラー)
交響曲第10番（こうきょうきょくだい10ばん、ドイツ語: Sinfonie Nr. 10）嬰ヘ長調は、グスタフ・マーラーによる未完成の交響曲である。

## 概要
マーラーは1910年に本作の作曲を開始したが、翌1911年、死去により完成させることができなかった。楽譜は第1楽章がほぼ浄書に近い段階で、他の楽章は大まかなスケッチがなされた状態で残された。国際マーラー協会は第1楽章のみを「全集版」として収録・出版しており、これに基づいて第1楽章のみ単独で演奏されることが多かったが、第二次世界大戦後、補筆によって数種の全曲完成版が作られている。なかでもイギリスの音楽学者デリック・クックによるものが広く受け容れられており、補筆完成版の演奏機会が近年増加傾向にある。
マーラーの遺稿は5楽章からなり、第3楽章を中心とする対称的な構成として構想されている。スケルツォ楽章を中心とする5楽章構成はマーラーが好んで用いているが、第10番では第3楽章に「プルガトリオ（煉獄）」と題する短い曲を置き、これを挟む第2楽章と第4楽章にスケルツォ的な音楽が配置されている。第1楽章は交響曲第9番につづいて緩徐楽章だが、速度はさらに遅く、形式感は薄れてソナタ形式の痕跡はほとんど認められない。
純器楽編成によるが、第3楽章「プルガトリオ」で自作の歌曲集『少年の魔法の角笛』から第5曲「この世の生活」が引用されている。これを始めとして、第9番や『大地の歌』などを想起させる楽句が随所に現れる。
調性的には交響曲第9番からさらに不確定な印象を与え、無調に迫る部分が見られる。極度の不協和音が用いられており、第1楽章で1オクターブ12音階中の9音が同時に鳴らされ、トランペットのA音の叫びだけが残る劇的な部分は、トーン・クラスターに近い手法である。アルノルト・シェーンベルクはこれを和声の革新とみなした。
演奏時間は第1楽章のみの場合、およそ20分台後半から30分ほど。補筆全曲版の場合、およそ75分から85分。

### 遺稿の完成度
マーラーは4段ないし5段譜表による略式総譜を全5楽章の最後まで書いており、そのうち第1楽章と第2楽章（スケルツォ）については一応のオーケストレーションを施した総譜の草稿を作り終えていた。
このうち第1楽章は、管弦楽に薄いところがありながらも楽章を通して演奏可能である。第2楽章は構成と拍子が複雑で、遺稿に一部欠落もあったために、そのままでは演奏不能であった。第3楽章は、最初の30小節について第1楽章、第2楽章に準じてオーケストレーションがなされていた。短く単純な形式であるため、補筆は第2楽章よりも容易であった。第4楽章以降については、略式総譜の各所に楽器指定が書き込んであるものの、声部には濃淡があり、どうにか最後までつづいているという状態であった。
楽曲構成や楽章順については、過去の自作で迷った経緯もあり、これがマーラーの最終判断とはいえないものの、略式総譜の順及び作品の完成度によって、構想段階のものとしてはほぼ確定可能である。

### マーラーの書き込み
この曲のスケッチには第3楽章以降、いたるところに妻アルマへ対する言葉が記されており、以下に主なものを挙げる。
- 第3楽章の標題ページの下の部分が切り取られており、アルマが切り取ったとされる。ここにはアルマにとって不都合なことが書かれていたと推定される。
- 第3楽章にはこのほか「死! 変容!」、「憐れみ給え! おお神よ! なぜあなたは私を見捨てられたのですか?」、「御心が行われますように!」などと書かれている。後の二つはマタイによる福音書から、十字架上のイエスの言葉の引用である。
- 第4楽章の表紙には「悪魔が私と踊る、狂気が私にとりつく、呪われたる者よ! 私を滅ぼせ、生きていることを忘れさせてくれ! 生を終わらせてくれ、私が……」、楽章の末尾には「完全に布で覆われた太鼓、これが何を意味するか、知っているのは君だけだ! ああ! ああ! ああ! さようなら、私の竪琴! さようなら、さようなら、さようなら、ああ、ああ、ああ」と書かれている。
- 第5楽章のコーダには「君のために生き! 君のために死ぬ! アルムシ!」と書かれている。アルムシ(Almschi)はアルマの愛称。

作曲当時、マーラーとアルマの関係はヴァルター・グロピウスの登場によって一気に緊張したものとなったが、これらの書き込みは、夫婦の危機に直面したマーラーの衝撃の大きさを示すとともに、このことが第10番の音楽にも反映されていると考えられる。とはいえ、作曲はグロピウスの事件までにも進んでいたのであり、第10番の構想をすべてこの事件に結びつけることはできない。

## 作曲の経緯

### 第10交響曲の構想、アルマとの危機
- 1910年、妻のアルマは6月から湯治療養のためトーベルバート（ドイツ語版）に滞在していたが、この地で建築家ヴァルター・グロピウスと出会う。
- 同年7月3日、マーラーは休暇先トブラッハ近郊のアルトシュルーダーバッハで第10番を構想、スケッチを始める。
- アルマがトブラッハのマーラーの元に戻ると、グロピウスはアルマに求愛の手紙を書く。7月29日にマーラーはグロピウスの手紙（マーラー宛になっていたという）を読んで二人の関係を疑う。
- 8月5日、アルマを追ってトブラッハまでやってきたグロピウスをマーラーは自分の別荘に招き入れる。このときマーラーは聖書を読んでいたが、アルマに「君が好きなようにしてもいい。君が決めたまえ」といったという。アルマはマーラーの元にとどまったが、グロピウスとの関係はつづき、マーラーの死後、画家オスカー・ココシュカとの関係を経て1915年、アルマはグロピウスと結婚する。
- 8月22日、扁桃腺炎? のために別荘で昏倒する。
- 8月25日、マーラーはオランダのライデンを訪れ、ジークムント・フロイトの診断を受ける。この診療以降にマーラーが第10交響曲の作曲を進めたという記録は全くなく、死ぬまで放置される事になる。

### 第8交響曲の初演、最後のシーズン
- 9月12日、ミュンヘンで交響曲第8番を初演。マーラーの生涯の頂点ともいえる記念碑的成功を収める。
- 10月25日、ニューヨークに戻る。
- 12月、ニューヨーク・フィルハーモニックと演奏旅行。ピッツバーグ、バッファロー、クリーブランド、ロチェスター、シラキューズを回る。
- 1911年1月17日及び20日、ニューヨーク・フィルを指揮して自作の交響曲第4番を演奏。これが自作を指揮した最後となる。

### ウィーンへ、死
- 2月21日、ニューヨーク・フィルと48回目にして最後の演奏会。プログラムはフェリックス・メンデルスゾーンの交響曲第4番、フェルッチョ・ブゾーニの『悲歌的子守歌』など。この直後に敗血症のため重体となる。
- 4月8日、ヨーロッパへ向かう。同じ船にはシュテファン・ツヴァイクやブゾーニが乗船していた。パリで治療を受けて5月12日にウィーンへ移るが、すでに瀕死の状態であった。
- 5月18日、マーラー死去。51歳。最後の言葉は「モーツァルト!」だったという。（妻アルマの回想によると「モーツァルトル!」という愛称を表すマーラーの生まれた地方の方言だったという。）
- 5月22日、グリンツィング墓地に葬られる。

## 主な補筆と演奏の経緯

### クルシェネク版の成立
- 『マーラー伝』の著者リヒャルト・シュペヒトによれば、マーラーは、完成することのできなかった第10番のスコアを焼却するように、妻アルマに言い残した。しかし、アルマは楽譜を形見として所持していた。
- 1924年、アルマは作曲家である娘婿のエルンスト・クルシェネクに第10番の補筆完成を依頼、ウィーンのパウル・ソルナイ（アルマの娘アンナ・ユスティーネの結婚相手）社からマーラーの自筆楽譜をファクシミリ版として出版する。クルシェネクは第1楽章をほぼ草稿のまま演奏譜に仕立て、第3楽章のオーケストレーションを補筆して完成させた。これにフランツ・シャルクや、アレクサンダー・フォン・ツェムリンスキーも協力した。
- 同年10月14日、クルシェネク版による第1楽章と第3楽章がウィーンでフランツ・シャルク指揮ウィーン・フィルハーモニー管弦楽団によって初演。
- 1942年、音楽学者ジャック・ディーサー（英語版）がドミートリイ・ショスタコーヴィチに補筆依頼するが、ショスタコーヴィチは断った。

### 第二次大戦後、初版の出版、全曲補筆版の完成
- 1946年、クリントン・カーペンター（Clinton Carpenter）が補筆に着手（カーペンター版）。ディーサーを通じてアルマがアルノルト・シェーンベルクに補筆依頼するが、シェーンベルクは断った。
- 1949年　カーペンター版第1稿完成。
- 1950年、スカルピーニ版（ピアノ連弾版）を編曲者が演奏・録音。この曲の補筆版の録音としては最古である。
- 1951年、クルシェネク版がニューヨークのアソシエイテッド・ミュージック・パブリッシャーズ（AMP社）から出版。
- 1953年、ジョー・フィーラー（英語版）が補筆に着手（フィーラー版）。
- 1954年、ハンス・ヴォルシュレーガー（英語版）が補筆に着手。しかし1974年に断念する。
- 1955年、フィーラー版第1稿完成。
- 1959年、デリック・クックがマーラーの自筆楽譜の研究を開始。

### クック版などの全曲版の初演
- 1960年、マーラー生誕100周年を記念し、BBCがラジオ放送でゴルトシュミット指揮フィルハーモニア管弦楽団によるクック版（第1稿）全曲初演。この時点では第2楽章と第4楽章に一部欠落があった。この放送は事前にアルマの承諾を得ておらず、アルマはラジオの再放送や補筆版総譜の上演・出版を差し止める。
- 1963年、ハロルド・バーンズが持参したクック版の放送録音を聴いたアルマが態度を軟化させ、クックに補筆版の演奏・出版差し止めを撤回する旨手紙を送る。アルマの娘アンナが欠落していた部分のコピーを提供する。アルマは翌1964年12月11日没。
- 1964年8月13日、欠落を補填したクック版（第2稿）全曲をゴルトシュミット指揮ロンドン交響楽団によって初演。
- 1964年、国際マーラー協会がエルヴィン・ラッツ（ドイツ語版）監修による「全集版」（第1楽章のみ）をウニヴェルザール出版社から出版。
- 1965年、フィーラー版第3稿、ニューヨークで初演。
- 1966年、フィーラー版第4稿完成。カーペンター版改定稿完成。
- 1972年、クック版（第3稿）をウィン・モリス指揮ニュー・フィルハーモニア管弦楽団が初演。
- 1976年、クック版（第3稿）をファーバー社が出版。10月26日クック没。
- 1983年、レモ・マゼッティが補筆に着手（マゼッティ版）。カーペンター版初演。
- 1989年、クック版第3稿（第2版）出版。マゼッティ版全曲初演。

## 楽曲構成
短い第3楽章を中心とした対称的な5楽章構成である。各楽章についての演奏楽器などの記述は、基本的に「クック版」に基づく。

### 第1楽章 アダージョ
アンダンテ - アダージョ 嬰ヘ長調 4/4拍子 自由なソナタ形式
虚無的で謎めいたヴィオラの序奏主題（譜例1）によって開始される。調記号は嬰ヘ長調だが、ヴィオラの旋律は調性があいまいで嬰ヘ短調にも聞こえる。この部分はアンダンテで、冒頭に書かれた「アダージョ」は、速度表示というより、音楽の一種の性格を示すものと見られる。

譜例1
アダージョになると弦を主体とした第1主題（譜例2）が柔らかく歌われる。この主題は、ブルックナーの交響曲第9番の第3楽章主要主題との類似が指摘されるが、雰囲気的には自作の交響曲第9番の終楽章とも近い。つづいてこの主題の反行形が示され、楽章を通じて重要な働きを示す。

譜例2
テンポをやや上げ、皮肉でおどけた調子となり、弦によって半音階的に上下行する第2主題（譜例3）が現れる。この動機はワーグナーの『パルジファル』から、クリングゾルの動機との関連が指摘される。

譜例3
やがて序奏主題が再現し、第9番の第1楽章同様、変奏を受けながら提示部が反復される。
序奏主題がまた現れると展開部。これに第2主題が結合され、皮肉な調子が支配的となる。アダージョ主題（主として第1主題の反行形）が登場するが、これも次第に第2主題に誘導され、各種の動機が渾然となる。展開部は短いが、これは第2提示部で十分両主題が変奏されているためであると考えられている。
やがて再現部となり、第1主題によって弦楽によって神秘的な浮遊感をたたえた部分となる。交響曲第9番の終結部分を暗示する。第2主題も変形されて再現される。そして、序奏主題が再現すると、これに導かれるように突然金管によってコラール的な絶叫“カタストロフィ”が吹き上がる。第2主題が示されるが、動揺は治まらず、不協和音（譜例4）が次々に重ねられるなかをトランペットのA音が貫くように奏される。

譜例4
この劇的な場面が静まると、テンポを落とした長いコーダとなる。アダージョ主題（第1主題の反行形）が慰めるように繰り返され、穏やかな気分の中で、柔和に結ばれる。

### 第2楽章 スケルツォ
Schnelle Vierteln 嬰ヘ短調 - 嬰ヘ長調 変拍子 二つの部分による自由な形式
交響曲第6番や交響曲第9番の第3楽章を思わせる、反抗的なスケルツォ。
主部(A)はほとんど1小節ごとに拍子が変動する。ホルンのリズム、木管の軽快な動機につづいて、荒々しい弦の主題が登場する（譜例5）。これらの素材に基づき、多声的で激しい部分がつづく。徐々に曲調は明るさを帯びてきて、弦の下降音型が曲の進行をさえぎるように出ると、中間部となる。

譜例5
中間部(B)は変ホ長調、3/4拍子。レントラー風の主題（譜例6）は第1楽章のアダージョ主題(B)と関連がある。

譜例6
その後、この二つの部分が繰り返し変奏・再現されるが、両者の間隔が次第に短くなり、後半は頻繁に交替する。構造的にはABABABABAとなる。3回目のAからはBの動機が絡むようになり、コラージュ的で混沌としてくる。最後はAの上昇音型とBの下降音型が重なり合い、嬰ヘ長調で楽章を終える。

### 第3楽章 プルガトリオ（煉獄）
アレグレット・モデラート 変ロ短調 2/4拍子 三部形式
マーラーの楽譜には「プルガトリオ（煉獄）またはインフェルノ（地獄）」と書かれ、「またはインフェルノ」の部分が消された跡がある。マーラーがこの楽章にプルガトリオと名付けたのは、マーラーの友人が書いた裏切りの詩とも、ダンテの神曲に基づくともいわれている。この標題の下の部分は切り取られていて、ここにはアルマに対する言葉が書かれていたと推測される。
簡潔な三部形式で4分程度と、マーラーが書いた楽章として最も短いため、エルヴィン・ラッツのように、さらに拡大される予定だったとする説もある。
主部は、ヴァイオリンによるもの悲しげな主要主題（譜例7）と、これにつづく木管の愛らしい対句からなる。これらは間断なくつづくヴィオラのリズムに乗ったもので、『少年の魔法の角笛』から第5曲「この世の生活」が引用されている。主要主題を構成する3音動機（譜例8）は、リヒャルト・シュトラウスの『サロメ』との関連が指摘され、この楽章以降、至る所に姿を現す。この楽章においては、大地の歌や交響曲第9番等で用いられたewig主題がサロメ主題によって高らかにあざ笑われる箇所が印象的である。

譜例7
譜例8
中間部は同一の素材によるが、付点リズムを伴う順次下降の動機が弦に繰り返し現れ（譜例9）、この動機も後の楽章で重要な働きを示す。この部分にマーラーは「死! 変容!」などと書き込んでいる。

譜例9

### 第4楽章 [スケルツォ]
アレグロ・ペサンテ Nicht zu schnell（急がずに） ホ短調 3/4拍子
明記されていないが、内容は力強く激情的なスケルツォである。ABABABAと、二つの部分が交錯する。マーラーは楽章の最初のページに「悪魔が私と踊る。狂気が私にとりつく」などと書き込みしている。
主部A（譜例10）は強烈な響きで開始される、荒々しい舞曲。随所に第3楽章の三音動機が現れる。

譜例10
Bはワルツ風で明るく、交響曲第5番の第3楽章スケルツォが引用される。Aの再現では『大地の歌』の第1楽章が引用される。Bの再現を経てテンポが落ち、Aの3回目は長調となる。Bももう一度再現する。
Aが最後に出ると、三音動機を境にして音楽はだんだん静かになり、バスドラムが弱々しく連打されるコーダに入る。一瞬の静寂の後、バスドラムが今度はミュートをかけて強烈に打たれ、そのまま次の楽章に続く。
マーラーはこの部分に「これが何を意味するかは、君だけが知っている」と書き込んでいる。アルマによれば、これはニューヨークのホテルの窓からアルマとともに見た、殉職した消防士の葬送の行列で叩かれた太鼓の記憶だという。

### 第5楽章 フィナーレ
Langsam, schwer（ゆっくりと、重く）ニ短調 - 嬰ヘ長調 3/4拍子 - 4/4拍子 - 2/2拍子
第4楽章から休みなくつづき、緩-急-緩という、大きく三つの部分からなっている。これを序奏・ソナタ主部・コーダとする見方もできるが、「主部」の部分が前後と比較して短く、十分な発展がないうちに結尾に至るため、一般的なソナタ形式とはいえない。
バスドラムの連打とチューバによる不気味な響きではじまる。第3楽章の三音動機がこれに加わり、付点リズム・順次下降の動機も姿を見せる。フルートが印象的な旋律（譜例11）を奏で、次第に高く昇っていく。全曲の白眉ともいえる美しい場面で、主題の後半には付点リズム・順次下降の動機が示される。この主題は弦に受け継がれるが、高揚したところで再びバスドラムが強打され、冒頭部分が再帰する。

譜例11
アレグロ・モデラートにテンポを速め、三音動機と付点リズム・順次下降の動機が現れて両者が争うように展開される。いったんテンポが落ちて、フルートの主題が出るが、再び速くなり、ここで第1楽章の不協和音が再帰し、三音動機も荒々しく付加される。ホルンと弦に第1楽章のA主題が大きく現れ、音楽は次第に静まっていく。
ハープの分散和音に乗って、フルート主題をヴァイオリンが再現し、フルートも加わる。三音動機が柔らかく出ると、音楽は感動的に高まり、やがて静かになっていく。最後は嬰ヘ長調となり、名残惜しそうな響きのなかを、付点リズム・順次下降の動機がくっきりと示され、余韻のような交響曲第9番の二度下降動機（ただしここではミ-レでなくレ-ドと主音に至る）によって終わる（譜例12）。マーラーはこの結尾部分に、「君のために生き! 君のために死ぬ! アルムシ（アルマの愛称）!」と書き込んでいる。

譜例12
なお、このコーダ部分には嬰ヘ長調と変ロ長調の2種類のスケッチがあり、クック版を含め、ほとんどの補筆完成版は嬰ヘ長調を採用して、第1楽章と照応させている。

## 全集版（第1楽章のみ）
国際グスタフ・マーラー協会は、作曲者以外の手の加わらないスコアを正統とし、クックらによる補筆に否定的な立場をとった。したがって、協会が出版した「全集版」の第10番は、補筆なしで演奏可能な第1楽章のみである。現在も「全集版」による演奏・録音機会は多い。
オーケストレーションは、補筆完成版がスコアの空白部分などに楽器を充填しているのに対し、「全集版」は空白部分をそのままにしてあるので、比較的響きが薄いという特徴がある。
また、「全集版」第1楽章は、嬰ヘ長調（シャープ記号6個）という調号の上にさらに追加されるダブルシャープなどの煩雑な臨時調記号が、自筆譜を尊重するという立場からそのまま採用されており、演奏時にわかりにくい面がある。このためクルシェネク版やクック版などの補筆版は異名同音処理によってこの煩雑さを避けているが、これらを「全集版」と比較すると、実際の音程が半音ずれてしまっている箇所がある。
- 1964年、エルヴィン・ラッツ監修によりウニヴェルザール出版社から出版。

なお、国際グスタフ・マーラー協会から、概略版として清書された楽譜がウニヴェルザール出版社から出版される予定となっている。

## 補筆版
以下のとおり、多くの版が存在する。このうちクルシェネク版は補筆版としてもっとも古いものだが、第1楽章と第3楽章のみである。

### クルシェネク版
エルンスト・クルシェネクによる第1楽章と第3楽章の補筆版である。補筆にはフランツ・シャルク、アレクサンダー・フォン・ツェムリンスキー、アルバン・ベルクも加わったとされる。ただし、ベルクの注釈は、出版譜には生かされなかったという。クックによる全曲版以降、クルシェネク版が演奏されることはほとんどない。
1951年に出版された版は、1924年にツェムリンスキーがプラハで演奏を計画した際に用意したスコアが元になっていると考えられ、クルシェネクがほぼマーラーの草稿のまま演奏譜に仕立てたとされる第1楽章にも補筆が見られるが、これはシャルクとツェムリンスキーによるものと見られている。ツェムリンスキーなどクルシェネク以外の人物の手も加わっていることから、校訂者オットー・ヨークルの名を取ってヨークル版、ヨークル稿などと呼ばれることもある。
- 1924年10月14日、ウィーンでフランツ・シャルク指揮ウィーン・フィルハーモニー管弦楽団によって初演。
- 1951年、ニューヨークのアソシエイテッド・ミュージック・パブリッシャーズ（AMP社）から出版。
- 録音
  - 1953年、フレデリック・チャールズ・アドラー（英語版）指揮、ウィーン交響楽団　(Music & Arts)
  - 1958年、ジョージ・セル指揮、クリーヴランド管弦楽団 （ソニー・ミュージック)
  - 1966年頃、ゲンナジー・ロジェストヴェンスキー指揮、モスクワ放送交響楽団＊第1楽章のみ。

### カーペンター版
アマチュア音楽家クリントン・カーペンターの手による。着手は1946年で、補筆完成版のなかでは最も古い。第1稿は1949年に完成。改定完成版は1966年に年完成、1983年初演。
後述する「クック版」とは対照的に、より補筆者の意思を反映した補筆が行われている。第1楽章及び第3楽章にも手が入っており、むしろ編曲に近いと言える（レナード・バーンスタインはこの補筆版を良しとせず、全集録音に加えなかった）。最近は新版が出ていてジンマンにより録音されている。
- 録音
  - 2001年、アンドリュー・リットン指揮、ダラス交響楽団（DELOS）
  - 2010年、デイヴィッド・ジンマン指揮、チューリッヒ・トーンハレ管弦楽団 (Rca)

### スカルピーニ版
イタリアのピアニストで作曲家のピエトロ・スカルピーニ（キジアーナ音楽院教授）が、第2楽章〜第5楽章を補筆してピアノ連弾版とした。1950年2月13日、編曲者自身の手によってローマにおいて録音が行われた。この曲の補筆版の録音としては最古である。なお、この録音のピアノ連弾は、第1ピアノ、第2ピアノともにスカルピーニが弾いている（多重録音）。
- 録音
  - 1950年、ピエトロ・スカルピーニ（第1・第2ピアノ〔多重録音〕）（台湾Rhine Classics〔2021年発売〕）

### ウィーラー版
「ホイーラー版」とも。イギリスの音楽学者ジョセフ・ウィーラーによるもので、着手は1953年とクック版より古い。補筆完成版のなかではオーケストレーションがもっとも地味とされる。第1稿の完成は1955年。
ウィーラーが1966年に第4稿まで完成させた後、ロバート・オルソン、レモ・マゼッティ（#マゼッティ版の作成者）、フランス・ボウマンの3名によって1997年に改訂版が出版されている。
- 録音
  - 2000年、ロバート・オルソン指揮、ポーランド国立放送交響楽団（NAXOS）

### クック版
イギリスの音楽学者デリック・クックによる。クックはこれを「第10交響曲の構想による実用版」と位置づけており、マーラーの構想を音として聴ける形にすることを目的とした。したがって、補筆部分は抑制的である。補筆総譜の下段にマーラーが残した略式総譜を併記して参照可能とし、詳細な校訂報告によって、補筆材料を提供している。この補筆はアルマを始めとして、当初は反発を買ったが、のちにアルマの承認を得て、次第に広く受容されつつあり、補筆版として代表的な存在となっている。

#### 第1稿
第2楽章と第4楽章に一部欠落がある。マーラーの妻であったアルマや、弟子のブルーノ・ワルターらははじめこれに気分を悪くしたという。
- 1960年、BBCがラジオ放送でベルトルト・ゴルトシュミットの指揮によって初演。この初演はアルマの承諾を得ておらず、アルマによって総譜の上演・出版を差し止められた。

#### 第2稿
アルマの承認を得て、新たに見つかった資料によって欠落が補填されたもの。1964年発表。
- 初演：1964年、ゴルトシュミット指揮、ロンドン交響楽団
- アメリカ初演：1966年、ユージン・オーマンディ指揮、フィラデルフィア管弦楽団。これは録音されレコード化された。CDでも復刻され、現在では第二稿唯一のCD録音として知られるものである。一般にはあまり流布しなかったが、当時このクック版の最初の全曲レコードであった。

#### 第3稿
クックがコリン・マシューズ・デイヴィッド・マシューズ兄弟、ゴルトシュミットの協力を得て、1972年に発表、1976年に出版したもの。クックはこれを「最終稿」と呼んだ。編成は第3稿（第二版）とほぼ同一である
- 初演：1972年、ロンドンにて。

- 著名な録音
  - 1973年、ウィン・モリス指揮、ニュー・フィルハーモニア管弦楽団（Philips）
  - 1979年-1980年、ジェームズ・レヴァイン指揮、フィラデルフィア管弦楽団（RCA）
  - 1980年、サイモン・ラトル指揮、ボーンマス交響楽団（EMI）。
  - 1979年、クルト・ザンデルリング指揮、ベルリン交響楽団（Eterna）打楽器を追加するなど独自の校訂を行っている。
  - 1986年、リッカルド・シャイー指揮、ベルリン放送交響楽団（Decca）
  - 1993年、エリアフ・インバル指揮、フランクフルト放送交響楽団（Denon）
  - 2005年、ミヒャエル・ギーレン指揮、南西ドイツ放送交響楽団（hänssler）。第2楽章コーダのシンバルなど、一部に後述の第2版も取り入れられている。

#### 第3稿（第2版）
この校訂はクック没後のもので、実質ゴルトシュミットとマシューズ兄弟の3人による。1975年完成、1989年に出版された。
| 木管   | 木管                                                       | 金管 | 金管 | 打    | 打 | 弦   | 弦 |
| ------ | ---------------------------------------------------------- | ---- | ---- | ----- | --- | ---- | -- |
| Fl.    | 4, Picc.1（4番奏者が持ち替え）                             | Hr.  | 4    | Timp. | 2 | Vn.1 | ●  |
| Ob.    | 4, Ehr.1（4番奏者が持ち替え）                              | Trp. | 4    | 他    | 上記に記載のティンパニ2台を含む以下の打楽器を3名（以上）で演奏。Cym., Tri., B.D., Tam-t., ルーテ, Glock., 軍楽太鼓, シンバル付きバスドラム | Vn.2 | ●  |
| Cl.    | 4, EsCl.1（4番奏者が担当、Bbクラ部分は数小節のみ）, B.Cl.1 | Trb. | 4    | 他    | 上記に記載のティンパニ2台を含む以下の打楽器を3名（以上）で演奏。Cym., Tri., B.D., Tam-t., ルーテ, Glock., 軍楽太鼓, シンバル付きバスドラム | Va.  | ●  |
| Fg.    | 4, Cfg.2（3番4番奏者が持ち替え）                           | Tub. | 1    | 他    | 上記に記載のティンパニ2台を含む以下の打楽器を3名（以上）で演奏。Cym., Tri., B.D., Tam-t., ルーテ, Glock., 軍楽太鼓, シンバル付きバスドラム | Vc.  | ●  |
| 他     |                                                            | 他   |      | 他    | 上記に記載のティンパニ2台を含む以下の打楽器を3名（以上）で演奏。Cym., Tri., B.D., Tam-t., ルーテ, Glock., 軍楽太鼓, シンバル付きバスドラム | Cb.  | ●  |
| その他 | その他                                                     | Hp   | Hp   | Hp    | Hp | Hp   | Hp |

- 著名な録音
  - 1999年、サイモン・ラトル指揮、ベルリン・フィルハーモニー管弦楽団（EMI）。なお、ラトルは第10番をもっとも多く演奏している指揮者である。第10番研究の本場・イギリス出身であり、校訂に関わったゴルトシュミットらとも親交があった。
  - 2007年、ダニエル・ハーディング指揮、ウィーン・フィルハーモニー管弦楽団（DG）。
  - 2007年、ジャナンドレア・ノセダ指揮、BBCフィルハーモニック（CHANDOS）。

### マゼッティ版
レモ・マゼッティによる。1983年着手、1989年完成。マゼッティは「#ウィーラー版」の改訂にも加わり、この成果をもとにして2000年に「マゼッティ版」第2稿を出版している。この第2稿は第1稿に比べオーケストレーションが控えめとなっている。
- 著名な録音
  - 1994年、レナード・スラットキン指揮、セントルイス交響楽団。第1稿による。マゼッティ版による世界初録音（RCA）
  - 2000年、ヘスス・ロペス＝コボス指揮、シンシナティ交響楽団。第2稿によるがCDには「1997年版」と表記されている。（TELARC）

### サマーレ/マッツーカ版
ブルックナーの交響曲第9番の第4楽章の補筆完成版を作成したニコラ・サマーレとジュゼッペ・マッツーカによる版。2000年に完成され、2001年にペルージャでマルティン・ジークハルト指揮、ウィーン交響楽団によって初演された。
- 録音
  - 2007年、マルティン・ジークハルト指揮、アルンヘム・フィルハーモニー管弦楽団（オランダ語版）（Exton）

### バルシャイ版
2001年のルドルフ・バルシャイによる補筆完成版。クック版の最終稿を基にしながら、より大規模な編成をとり、打楽器が重視されている。コルネットやチューバ2本・マリンバ・カスタネット・シロフォン・トムトム・ウッドブロックなどのマーラーの様式に入らないロシア風の楽器編成も見られるが、テノールホルン・シンバル付きの大太鼓・ギター・チェレスタなどの過去の交響曲に出てきた楽器はすべて使われ、派手なオーケストレーションが施されている。演奏時間は約80分。
| 木管   | 木管      | 金管            | 金管                         | 打              | 打 | 弦              | 弦              |
| ------ | --------- | --------------- | ---------------------------- | --------------- | --- | --------------- | --------------- |
| Fl.    | 4, Picc.1 | Hr.             | 6                            | Timp.           | 8 (2人) | Vn.1            | 25              |
| Ob.    | 4, Ehr.1  | Trp.            | 4                            | 他              | Cym., Tri., Tam-t., ルーテ, Glock.2, Xyl.2, Mar., ベル, カスタネット, W.B., B.D., S.D., Gr.Mtr., シンバル付きの大太鼓, 鞭, ゴング, Crot,タンブリン、Tomt | Vn.2            | 25              |
| Cl.    | 5, B.Cl.1 | Trb.            | 4                            | 他              | Cym., Tri., Tam-t., ルーテ, Glock.2, Xyl.2, Mar., ベル, カスタネット, W.B., B.D., S.D., Gr.Mtr., シンバル付きの大太鼓, 鞭, ゴング, Crot,タンブリン、Tomt | Va.             | 20              |
| Fg.    | 4, Cfg.2  | Tub.            | 2                            | 他              | Cym., Tri., Tam-t., ルーテ, Glock.2, Xyl.2, Mar., ベル, カスタネット, W.B., B.D., S.D., Gr.Mtr., シンバル付きの大太鼓, 鞭, ゴング, Crot,タンブリン、Tomt | Vc.             | 20              |
| 他     |           | 他              | コルネット1, テノールホルン1 | 他              | Cym., Tri., Tam-t., ルーテ, Glock.2, Xyl.2, Mar., ベル, カスタネット, W.B., B.D., S.D., Gr.Mtr., シンバル付きの大太鼓, 鞭, ゴング, Crot,タンブリン、Tomt | Cb.             | 18              |
| その他 | その他    | Hp2、Cel.、 Gt. | Hp2、Cel.、 Gt.              | Hp2、Cel.、 Gt. | Hp2、Cel.、 Gt. | Hp2、Cel.、 Gt. | Hp2、Cel.、 Gt. |

- 録音
  - 2001年、ルドルフ・バルシャイ指揮、ユンゲ・ドイチェ・フィルハーモニー（ドイツ語版） (Brilliant Classics)
- 出版
  - ウィーンのウニヴェルザール出版社から出版されている。

### ガムゾウ版
イスラエルの若手指揮者ヨエル・ガムゾウによる版、校訂者の指揮で2011年11月21日にヴィースバーデンでインターナショナル・マーラー管弦楽団によって初演された。ユダヤ風のしつこいオーケストレーションが特徴的である。